# Đảng Cộng sản Hoa Kỳ
Đảng Cộng sản Hoa Kỳ (tiếng Anh: Communist Party of the United States of America, Communist Party USA, viết tắt là CPUSA) là một đảng chính trị theo chủ nghĩa Marx-Lenin ở Hoa Kỳ.
Được thành lập vào năm 1919, đây đã là đảng cộng sản lớn nhất ở Hoa Kỳ và có một lịch sử dài và phức tạp có liên quan chặt chẽ với phong trào lao động từ thập niên 1920 đến 1940, thành lập phần lớn các nghiệp đoàn công nghiệp chính của Hoa Kỳ. Đến thập niên 1950, ảnh hưởng của đảng này bị giảm đi đáng kể do kết quả của cuộc chiến tranh lạnh gây kích động chống cộng sản trong thời McCarthy và từ đó không còn là một thế lực hoạt động đáng kể trong chính trường Hoa Kỳ. Đảng này trong nhiều năm được lãnh đạo bởi Gus Hall. Một trong những cựu thành viên nổi tiếng nhất của Đảng Cộng sản Hoa Kỳ là Angela Davis. Chủ tịch hiện tại của đảng là John Bachtell.

## Lịch sử
Năm 1919, hai đảng cộng sản với tên Đảng Cộng sản Mỹ (Communist Party of America) và Đảng Lao động Cộng sản (Communist Labor Party) được thành lập tại Hoa Kỳ và hoạt động trong bí mật. Do áp lực từ Đệ Tam Quốc tế, hai đảng phái này thống nhất vào năm 1921 dưới tên Đảng Lao động (Labor Party) (sau này đổi thành Đảng Cộng sản Hoa Kỳ) và tiếp tục hoạt động bất hợp pháp. Năm 1924, Đảng Cộng sản đề cử William Z. Foster làm ứng cử viên tổng thống, nhưng Foster không được Đệ tam Quốc tế ủng hộ và đến năm 1925 Charles Ruthenberg trở thành lãnh tụ đảng. Năm 1927, Charles Ruthenberg qua đời và Jay Lovestone trở thành lãnh tụ. Năm 1928, các thành viên ủng hộ Lev Davidovich Trotsky bị khai trừ ra đảng, và đến năm 1929 Jay Lovestone và Benjamin Gitlow đã bị khai trừ theo lệnh của Iosif Vissarionovich Stalin.
Trong cuộc bầu cử tổng thống năm 1932, ứng cử viên Foster của Đảng nhận được 102.991 phiếu ủng hộ. Năm 1934, Earl Browder trở thành Tổng bí thư Đảng. Năm 1939, Đảng Cộng sản tuyên bố số đảng viên đã lên đến 100.000, trong khi số đảng viên đăng ký chỉ lên đến 66.000. Sau Hiệp ước Xô-Đức, nhiều người cấp tiến bắt đầu rời bỏ các tổ chức cộng sản.
Năm 1946, Eugene Dennis trở thành Tổng bí thư Đảng. Trong thời kỳ sau hậu chiến, chương trình tình báo Mỹ với tên Kế hoạch Venona cho thấy nhiều đảng viên Cộng sản đã làm gián điệp cho Liên Xô chống Mỹ trong chiến tranh. Chính phủ Truman năm 1947 tạo ra chương trình trung thành cho nhân viên chính phủ. Nhiều lãnh đạo Đảng Cộng sản, trong đó có Eugene Dennis bị truy tố vì vi phạm Đạo luật Smith, trong đó việc giáo dục và chủ trương lật đổ chính quyền bằng bạo động là bất hợp pháp.
Năm 1950, Thượng nghị sĩ Joseph McCarthy cho rằng các đảng viên Cộng sản đã xâm nhập vào Bộ Ngoại giao. Năm 1956, Nikita Sergeyevich Khrushchyov lên án Stalin trong một diễn văn bí mật. Đảng Cộng sản Hoa Kỳ bị chia rẽ bởi bài diễn văn này cũng như việc quân đội Xô Viết dập tắt cuộc cách mạng tại Hungary.
Đến năm 1958, số lượng đảng viên xuống chỉ còn 3.000. Năm 1959, Gus Hall trở thành lãnh tụ đảng.

## Cơ quan ngôn luận
Cơ quan ngôn luận của Đảng Cộng sản Hoa Kỳ là tờ People's World. Vào tháng 1/2010, báo chuyển sang hình thức trực tuyến.